# Contarini
Familie nobilă venețiană, care a dat următorii dogi:
- Domenico Contarini (1043-1070)

- Jacopo Contarini (1275-1280)

- Andrea Contarini (1368-1382)

- Francesco Contarini (1623-1624))

- Niccolo Contarini (1630-1631)

- Carlo Contarini (1655-1656)

- Domenico Contarini (1659-1675)

- Alvise Contarini (1676-1684)